# Бертхолд Опенхайм
Бертхолд Опенхайм (на немски: Berthold Oppenheim) е равин на Оломоуц, Моравия.

## Живот
Опенхайм е роден на 29 юли 1867 г. в равинско семейство.
Баща му Йоахим Хайнрих Опенхайм е бил (от 1858 г.) равин в Jemnice, Южна Моравия, а по-късно (от 1868 до 1891) в Торун, Прусия (днес в Полша). Той също е бил племенник на виенския евреин, Дж. Х. Уайс 
Бертолд Опенхайм учи еврейски и юдаизъм в различни институти и университети в Берлин и Вроцлав.
Опенхайм дойде в Оломоуц през 1892 г. от Мирослав, Южна Моравия, където имаше силна еврейска общност и където Опенхайм е активен като равин през 1891 – 1892 г.
През 1892 г., когато е създадена независима еврейска общност в Оломоуц, Опенхайм е открит като първият равин на еврейската общност в Оломоуц. Запознаването се състоя на 1 ноември 1892 г.
През 1894 г. Опенхайм започва изграждането на синагогата в Оломоуц, която е завършена през 1897 г.
Той също така изнася лекции. Например, на 7 май 1898 г., на шестата месечна сесия на обществото ЗИОН в зала „Райхерт“ в Оломоуц, той изнесе лекция по темата за човечеството в Стария завет.
През 1906 г. той става основател на Съюза на морско-шлейските рабини, основан през 1906 г. в Преров, а Опенхайм е избран за заместник-председател. Той също така изрази своето убеждение, че съюзът може да работи само в тесен контакт с представителите на еврейските религиозни общности; Тя трябва да служи за увеличаване на еврейското самоуважение; Да се грижи за еврейската литература и история; Да съживи еврейския език; Да създава библиотеки; Да организира образователни и научни лекции; И по-честите срещи на равините трябва да засилят взаимните колегиални чувства.
Участвал е в Общите събрания на равинския съюз; Например на 21 август 1907 г. в Острава (тогава Моравска Острава), където се занимава главно с въпроса за социалното и пенсионното осигуряване на равини и служители на еврейските общности и на общо събрание, проведено в Бърно на 20 март 1908 г.
На 28 май 1908 г. той организира конференция на Съюза на мораво-силезийските равини, която се проведе в немското казино в Оломоуц.
През 1918 г., когато равинът от Loštice, Izrael Günzig, се премества в Антверпен, Белгия, Опенхайм поема тази позиция и като равин на Loštice.
Той също така е служил като член на приблизително десетчленен съвет на еврейските общности.
Той преподава еврейски в германското граматическо училище в Оломоуц (където например през учебната 1932/1933 г. имаше общо 40 еврейски ученици, 14,4% от студентското училище).
Той също така е работил в Chevra Kadisha и основава Freitisch-Verein, който подкрепя бедните евреи в училищата в Оломоуц.
През 30-те години на миналия век, на 65-годишна възраст, Опенхайм посещава провинция Израел.
Опенхайм пристигна в Палестина по повод първия Макабия през март и април 1932 г. и описва пътуването си в седмицата на Бьорклав във Виена от Виена и оттам до Триест – еднодневна спирка в Атина, пристигаща В пристанището Jaffa, откъдето в Тел Авив имаше само малко време. Опенхайм пътувал навсякъде в Палестина: „По този начин изпълних желанието ми от десетилетия да посетя бащината земя, да видя библейски и исторически обекти.“
Опенхайм служи като равин на Оломоуц на практика през цялото преди войната съществуване на еврейската общност в Оломоуц. Той остава равин до 1939 г. и е заменен през 1940 г. от Раби Ернст Райх (до 1942 г.).